# Vargula norvegica
Vargula norvegica är en kräftdjursart som först beskrevs av Baird 1860.  Vargula norvegica ingår i släktet Vargula och familjen Cypridinidae. Arten är reproducerande i Sverige. Inga underarter finns listade i Catalogue of Life.